# Paolo Boï
Pour les articles homonymes, voir Paolo et Boï.
Paolo Boï, né en 1528 à Syracuse, décédé en 1598 à Naples, était un maître d'échecs italien.

## Biographie
Paolo Boï, appelé « le Syracusain » (Il Siracusano), était issu d'une famille riche et en vue. Dès son enfance, il commença à s'intéresser aux échecs. Jeune homme, il devint l'ami du pape Pie V et de beaucoup de nobles italiens, dont le duc d'Urbino qui lui payait une rente annuelle de 300 scudi. Selon Pietro Carrera, Boï était d'une force égale à Giovanni Leonardo da Cutri.
Boï eut aussi la possibilité de jouer aux échecs à la cour du roi d'Espagne Philippe II. En 1575, il battit les joueurs espagnols Ceron et Ruy Lopez lors d'un tournoi disputé à Madrid. Il était un esprit inquiet qui voyageait à travers toute l'Europe, gagnant de quoi vivre en jouant aux échecs. Il partit à Lisbonne jouer avec le roi Sébastien Ier de Portugal (1557–1578). Selon une estimation de Pietro Carrera, Boï doit avoir gagné 30 000 scudi. Après des séjours à Naples, Milan, Venise et en Hongrie, Paolo Boï retourna en Sicile en 1597. Il mourut en 1598 à Naples d'un cancer de l'estomac. D'autres sources affirment qu'il fut empoisonné par son propre domestique.
D'après certaines sources, Paolo Boï fut fait prisonnier dans le Golfe du Lion par des pirates algériens lors de son retour d'Espagne, et fut vendu comme esclave pour 2000 sequins. Son maître turc était un passionné d'échecs et il lui rendit sa liberté avec une petite somme d'argent.